# Dois Vizinhos
Dois Vizinhos es un municipio brasileño del estado de Paraná localizado en la mesorregión del Sudoeste Paranaense y en la microrregión de Francisco Beltrão, a una latitud de 25° 45' 00" sur y a una longitud 53° 03' 25" oeste, estando a una altitud media de 509 metros. Su población estimada en 2010 es de 36.198 habitantes en un área de 418,320 km². Sus principales accesos son las carreteras PR-180 y PR-469. 

## Historia
Fue fundada el 28 de noviembre de 1961. 

## Geografía

### Localización
Dois Vizinhos está localizada al norte del Sudoeste de Paraná. Está situada cerca de 50 km al norte de Francisco Beltrão, cerca de 120 km al sur de Cascavel, y a casi 450 km de la Capital del Estado, Curitiba.

### Geología
El municipio se encuentra sobre un derrame basáltico antiguo, en la tercera Meseta de Paraná, o Planato de Guarapuava. La composición del Suelo es básicamente Latosolico rojo de textura arcillosa.

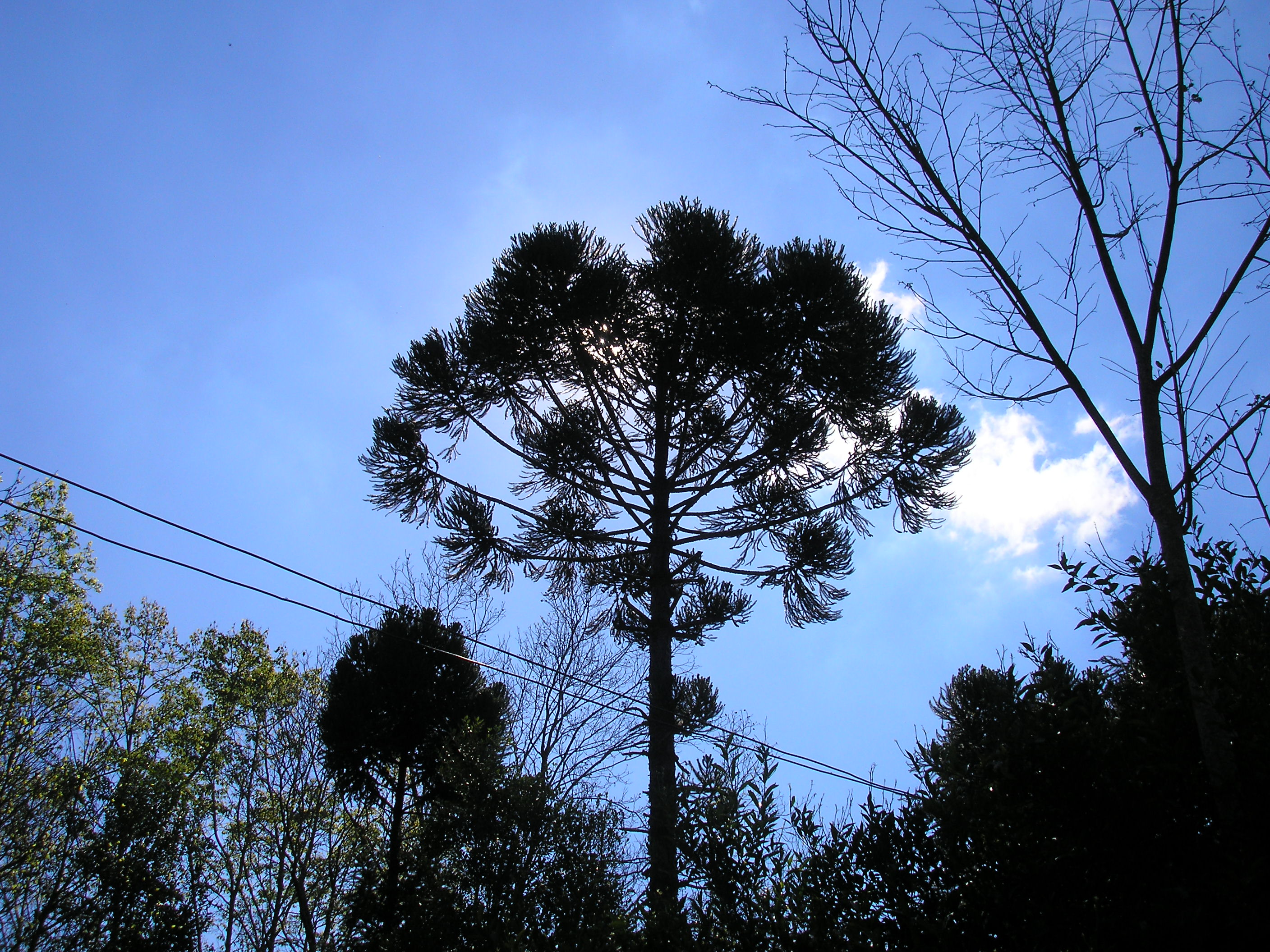
Pinheiro de Paraná, árbol nativo de la región.

### Clima
El clima es subtropical húmedo mesotérmico (Cfa), con veranos calientes y heladas poco frecuentes, con tendencia de concentración en los meses de verano, sin estación de sequía definida. La media de las temperaturas de los meses más calientes es superior a los 30 °C, y de los meses más fríos es inferior a 18 °C, con humedad relativa del aire del 65% y densidad pluviométrica de 2100 mm anuales.

### Hidrografía
El municipio está localizado dentro de la Cuenca del Río Paraná y Cuenca Secundaria del Río Iguazú. En el perímetro urbano se destacan dos ríos, siendo ellos el río Jirau Alto del cual se captan las aguas para el abastecimiento de la ciudad, el otro es el río que da nombre al municipio, río Dois Vizinhos.